# João II de Bourbon
João II de Bourbon, conde de Vendôme (1428 - 6 de Janeiro de 1476), filho de Luís de Bourbon e de Joana de Laval.
Membro da côrte de Carlos VII de França, assentou armas ao lado de João de Dunois contra os ingleses, nas batalhas em Normandia e Aquitânia durante a Guerra dos Cem Anos. Posteriormente, participou como árbitro do julgamento de João I de Alençon por alta traição.
Após a morte de Carlos VII, filiou-se à côrte de Luís XI de França, lutando por ele na Batalha de Montlhéry. Pouco tempo depois, todavia, tendo já se tornado conde pelo falecimento do pai, retira-se ao castelo de Lavardin, promovendo diversas melhorias na região da cidade de Vendôme, como:
- reconstrução da capela de Sant'Iago, em 1452;
- construção do portão de São Jorge e fosso, a fim de aumentar a proteção da muralha;
- fundação da igreja de Maria Madalena, em 1474.

## Descendência
Casou-se com Isabel de Beauvau, senhora de La Roche-sur-Yon, com a qual teve oito filhos:
- Joana de Bourbon, senhora de Rochefort;
- Catarina de Bourbon-Vendôme, casada com Gilberto de Chabannes, senhor de Curton;
- Joana de Bourbon-Vendôme, casada em primeiras núpcias com João II, duque de Bourbon e de Auvérnia, em segundas com João III, conde de Auvérnia e em terceiras com Francisco, barão de La Garde;
- Renata de Bourbon;
- Francisco de Bourbon, conde de Vendôme;[1][2]
- Luís I de Bourbon-Montpensier, príncipe de La Roche-sur-Yon;
- Carlota de Bourbon-Vendôme;
- Isabel de Bourbon.

João teve também dois filhos ilegítimos:
- Luís, bispo de Avranches
- Jaime, governador de Valois e de Vendomois